# Free State (Cricketteam)
Free State, bis 1995 Orange Free State, ist ein südafrikanisches Cricketteam beheimatet in Bloemfontein, das bis zum Oktober 2004 in den professionellen nationalen Wettbewerben teilgenommen hat. Von da an wurden sie zusammengeschlossen mit Griqualand West Bestandteil der Eagles, heutigen Knights, und spielten weiter unter dem Namen Free State in den zweitklassigen südafrikanischen Wettbewerben. Den südafrikanischen First-Class-Wettbewerb, Currie Cup, konnte die Mannschaft insgesamt dreimal gewinnen.

## Geschichte
Cricket wurde in Orange Free State seit 1850er Jahren gespielt. Der Bloemfontein Cricket Club wurde 1855 gegründet.
Ab der Saison 1903/04 nahm Orange Free State am Currie Cup teil. Jedoch gelang es lange nicht Erfolge vorzuweisen. 1926/27 gelang das erste Mal ein zweiter Platz.
Bei der Aufteilung in zwei Divisionen in der Saison 1951/52 fand sich die Mannschaft zunächst in der unteren Division, konnte die aber sogleich für sich entscheiden und Aufsteigen.
Die Hochphase des Teams war zu Beginn der 1990er Jahre. Es begann mit dem Gewinn der Benson and Hedges Series 1988/89, dem ersten Wettbewerbsgewinn der Mannschaft. 1991/92 folgte der Gewinn des Nissan Shield. In der Folgesaison gelang dann neben dem dritten Gewinn einer List-A-Trophäe, der Total Power Series, der erste Gewinn beim Currie Cup.
Dieser Gewinn konnte in der Folgesaison wiederholt werden, dieses Mal parallel zum Gewinn der Benson and Hedges Series. Der Gewinn der Benson and Hedges Series wurde in den beiden nächsten Saisons wiederholt. 1997/98 wurde dann zum dritten und letzten Mal der Currie Cup gewonnen.
In der Saison 2003/04 wurden die Provinzteams fusioniert und Free State formte zusammen mit Griqualand West, die sich gegen die Fusion wehrten, die Eagles.
In den folgenden Jahren gelang dem Team mehrfache Gewinne der First-Class- und List-A-Wettbewerbe der nun semi-professionellen Provinzteams zu gewinnen.

## Stadien
Von Gründung bis 1986 spielte das Team vorwiegend im Ramblers Cricket Club Ground in Bloemfontein. Nach einer Übergangsphase ist seit 1989 das Mangaung Oval die Heimstätte der Mannschaft.

## Erfolge

### First Class Cricket
Gewinn des Currie Cups (3): 1992/93, 1993/94, 1997/98
Gewinn des CSA Provincial Three-Day Competition (1): 2016/17 (geteilt)

### One-Day Cricket
Gewinn des One-Day Cup (4): 1988/89, 1993/94, 1994/95, 1995/96
Gewinn des Gillette Cup und Nachfolger (2): 1991/92, 1992/93
Gewinn der CSA Provincial One-Day Competition (2): 2004/05, 2011/12

### Twenty20 Cricket
Gewinn der CSA Provincial T20 (1): 2012/13